# Pollenia wyatti
Pollenia wyatti är en tvåvingeart som beskrevs av Hiromu Kurahashi 1992. Pollenia wyatti ingår i släktet vindsflugor, och familjen spyflugor. Inga underarter finns listade i Catalogue of Life.